# Sedežnica
Sedežnica je vrsta žičnice, naprave za transport ljudi in tovora. Sedežnice se večinoma uporabljajo na smučiščih, za prevoz smučarjev. Poznamo dve vrsti sedežnic: fiksne in odklopne. Fiksne so, kot že ime pove, fiksirane na jeklenico. Te naprave so dokaj počasne (hitrosti od 2 - 3 m/s). Odklopme pa se, kot že ime pove, na postajah odklopijo od jeklenice in upočasnijo. Te naprave so hitrejše (večinoma je njihova hitrost 5 m/s). Poznamo enosedežnice, dvosedežnice, trisedežnice, štirisedežnice, šestsedežnice in osemsedežnice.